# Плач (жанр)
Плач — литературный жанр, а также произведение, созданное в этом жанре, — традиционные импровизации элегического характера, связанные, преимущественно, с похоронами, свадебными, рекрутскими и другими обрядами, неурожаем, болезнью. Жанр бытовой народной поэзии, лирико-драматическая импровизация в стихах.

## История развития
Плач как один из древнейших лирических жанров являлся преимущественно погребальным и представлен во всех древних литературах с опорой на древнейшие фольклорные истоки.
Примеры плачей встречаются в древнеегипетской литературе (например, Речение Ипувера, Повесть о красноречивом крестьянине, плачи по Осирису).
В древнейшей ближневосточной литературе ярким образцом жанра являются шумерские «Плач об Уруинимгине» и «Плач об Уре» (около 2000 года до н. э.), плач о разрушении города Лагаш. Большинство этих текстов исполнялось во время богослужения. Жанр плача о народных бедствиях, разрушении того или иного города или храма был столь распространён в Шумере, что создание подобных плачей на шумерском языке продолжилось в вавилонской, ассирийской, персидской, эллинистической (селевкидской) эпохах.
Этот жанр схож с древнееврейским жанром кина, а, возможно, даже оказал на него влияние. Библейская «Книга Плача» (Кинот) говорит о разрушении Иерусалима в ходе вавилонского нашествия в VI веке до н. э. В еврейской религиозной и поэтической традиции плачи исполняются во время литургии.
Плач (коммос) — обязательная часть античной трагедии. Являлся важным аспектом гомеровских поэм.
«В музыкально-поэтической культуре западно-европейского Средневековья плач (лат. planctus) появился в результате тропирования отдельных жанров григорианского хорала. Таков, например, „Плач Рахили“, возникший как троп респонсория „Sub altare Dei“ (XI век). Древнейший сохранившийся образец — „Плач на смерть Карла I Великого“ (с инципитом „A solis ortu usque ad occidua“) из рукописи аббатства Сен-Марсьяль в Лиможе (X век). К XII веку относятся 6 плачей. Плач Абеляра (тексты — парафразы библейских сюжетов), записанных невмами (без точного обозначения высоты звука). В светской музыке встречается у трубадуров (провансальское planh), выражающий скорбь поэта по поводу смерти своего знатного покровителя или близкого человека („Плач“ Б. де Борна на смерть „Молодого Короля“, Fortz cauza Гаусельма Файдита, написанный на смерть короля Ричарда Львиное Сердце (1199 год)). В XII—XIII веках плач занял место среди других музыкально-поэтических жанров литургической драмы, чаще внутри театрализованного церковного действа о посещении гробницы „тремя Мариями“ (лат. Visitatio sepulchri); по всей Западной Европе был распространён также „Плач блаженной Девы Марии“ (лат. Planctus Beatae Virginis Mariae), который исполнялся на Страстной неделе. В позднем Средневековье тексты плачей появились и на современных европейских языках (лауда „Pianto della Madonna“ на слова Якопоне да Тоди, XIII век)».
Для барокко характерны плачи («ляменты»), в которых создаются персонификации городов и земель: «Плач оскорблённой Польши» (1639), «Плач Сербии» (1763) Захарие Орфелина, стихи серба Арсения IV Йовановича Шакабенте на тему захваченного турками Белграда.

Жанр плача проявился в годы Второй мировой войны среди остарбайтеров:
Плач на чужбине

Не плачьте, бабушка родная,

не сумели меня удержать,

дак не лейте горькие слёзки,

а старайтесь быстрей забывать.

Думала я, век слеза не канет

из моих весёлых глаз —

на чужой дальней сторонки

я поплакала не раз.

— в деревне Оссовцы, Кобрин, Украина
В нынешнее время жанр плача присутствует в ряде литературных и музыкальных произведениях. Например, бретонский музыкант Денез Прижан в своём творчестве использует традиционный бретонский жанр gwerz (причитания), где затрагивает традиционные для gwerz темы: несправедливость, болезни и смерть.

## Русские плачи
Плач известен в русской обрядовой (голошение) и бытовой народной поэзии с глубокой древности. В древнерусской литературе плач — жанр, сочетающий традиции книжного плача (восходящего к книгам Ветхого Завета) и обрядовых причитаний. Устный жанр по происхождению плач в литературе Древней Руси широко представлен в книжной обработке.
Тема борьбы с захватчиками родила жанр плача о погибели родной земли: «Слово о погибели земли Русской» (начало XIII века), «Повесть о разорении Рязани Батыем» (1237 год). Примерами плачей в древнерусской литературе являются знаменитый плач Ярославны в «Слове о полку Игореве», плач московской княгини Евдокии над телом Дмитрия Донского. В «Житии зырянского просветителя Стефана Пермского», написанном Епифанием Премудрым, есть ряд текстов, относящихся к категории плача: «Плач пермских людей», «Плач пермской церкви» и «Плач и похвала инока списующа».
Известны плачи, написанные русскими авторами XVII века, в частности анонимный «Плач о пленении и о конечном разорении Московского государства» (1612) и «Плач и утешение» (1682) по поводу смерти царя Фёдора Алексеевича, написанные поэтом Сильвестром Медведевым. Техника драматизированного панегирика широко использовалась в восточнославянском барокко: «Евхаристирион» (1632) приуроченное к открытию Киево-Могилянской коллегии.
Лучшие образцы севернорусских плачей были записаны от И. А. Федосовой и Н. С. Богдановой из Заонежья.